# 73 km (rejon istriński)
73 km (ros. 73 км) – przystanek kolejowy w pobliżu miejscowości Łużki, w rejonie istrińskim, w obwodzie moskiewskim, w Rosji. Położony jest na linii Moskwa – Siebież.